# Brandon (Florida)
Brandon es un lugar designado por el censo (en inglés, census-designated place, CDP) ubicado en el condado de Hillsborough, Florida, Estados Unidos. Según el censo de 2020, tiene una población de 114 626 habitantes.

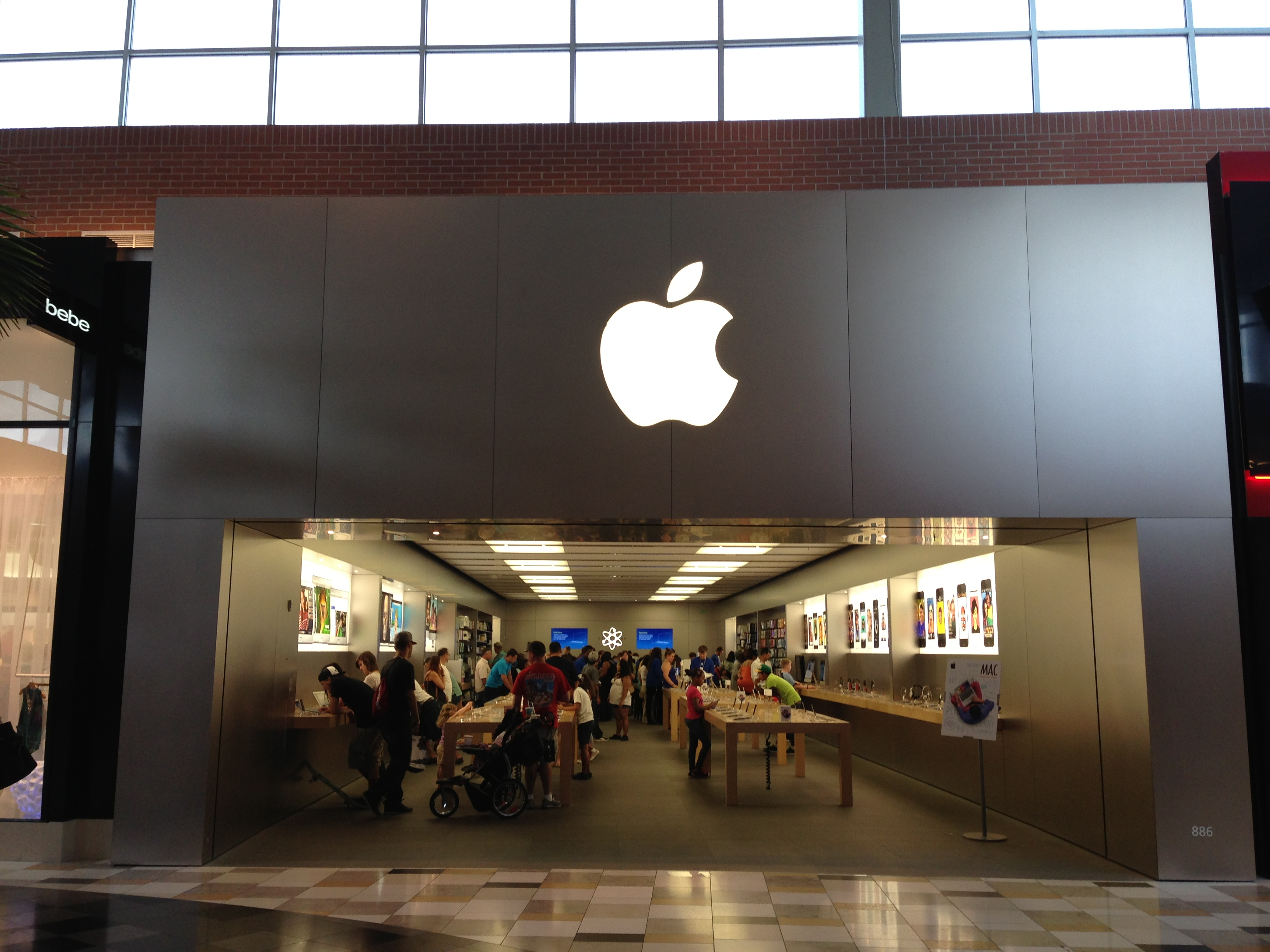
Apple store, Brandon

Es parte del área metropolitana de la Bahía de Tampa.
Dada su cercanía con la ciudad de Tampa, dispone de varios centros comerciales (entre ellos, Westfleld Mall y Regency Square), además de hoteles de algunas de las principales cadenas.

## Geografía
La localidad está ubicada en las coordenadas 27°56′10″N 82°17′57″O / 27.93611, -82.29917. Según la Oficina del Censo de los Estados Unidos, tiene una superficie total de 90.65 km², de la cual 85.82 km² corresponden a tierra firme y 4.83 km² son agua.

## Demografía

### Censo de 2020
| Raza                   | Núm.    | Porc. |
| ---------------------- | ------- | ----- |
| Blancos                | 60 438  | 52.7% |
| Afroamericanos         | 20 300  | 17.7% |
| Amerindios             | 463     | 0.4%  |
| Asiáticos              | 6139    | 5.4%  |
| Isleños del Pacífico   | 102     | 0.1%  |
| Otras razas            | 9453    | 8.2%  |
| De una mezcla de razas | 17 731  | 15.5% |
| Total                  | 114 626 | 100%  |

Del total de la población, el 26.46% son hispanos o latinos de cualquier raza.

### Censo de 2010
Según el censo de 2010, en ese momento había 103 483 personas residiendo en Brandon. La densidad de población era de 1141.67 hab./km². El 72% de los habitantes eran blancos, el 16.09% eran afroamericanos, el 0.4% eran amerindios, el 3.46% eran asiáticos, el 0.1% eran isleños del Pacífico, el 4.41% eran de otras razas y el 3.55% eran de una mezcla de razas. Del total de la población, el 20.96% eran hispanos o latinos de cualquier raza.